# San Vito Chietino
San Vito Chietino é uma comuna italiana da região dos Abruzos, província de Chieti, com cerca de 4.901 habitantes. Estende-se por uma área de 16 km², tendo uma densidade populacional de 306 hab/km². Faz fronteira com Frisa, Lanciano, Ortona, Rocca San Giovanni, Treglio.

## Demografia
| Variação demográfica do município entre 1861 e 2011                               |
|                                                                                   |
| Fonte: Istituto Nazionale di Statistica (ISTAT) - Elaboração gráfica da Wikipedia |